# Albadar
Albadar est un village du Sénégal situé en Basse-Casamance. Il fait partie de la Commune de Kafountine, dans l'arrondissement de Kataba 1, le département de Bignona et la région de Ziguinchor.
Lors du dernier recensement (2002), le village comptait 1 235 habitants et 72 ménages.
Albadar est aussi un village où l'on pratique les activités agricoles telles que la plantation, le maraîchage, la riziculture. Un village pionnier de la production d'agrumes dans la commune de Kafountine et même dans la région de Ziguinchor.

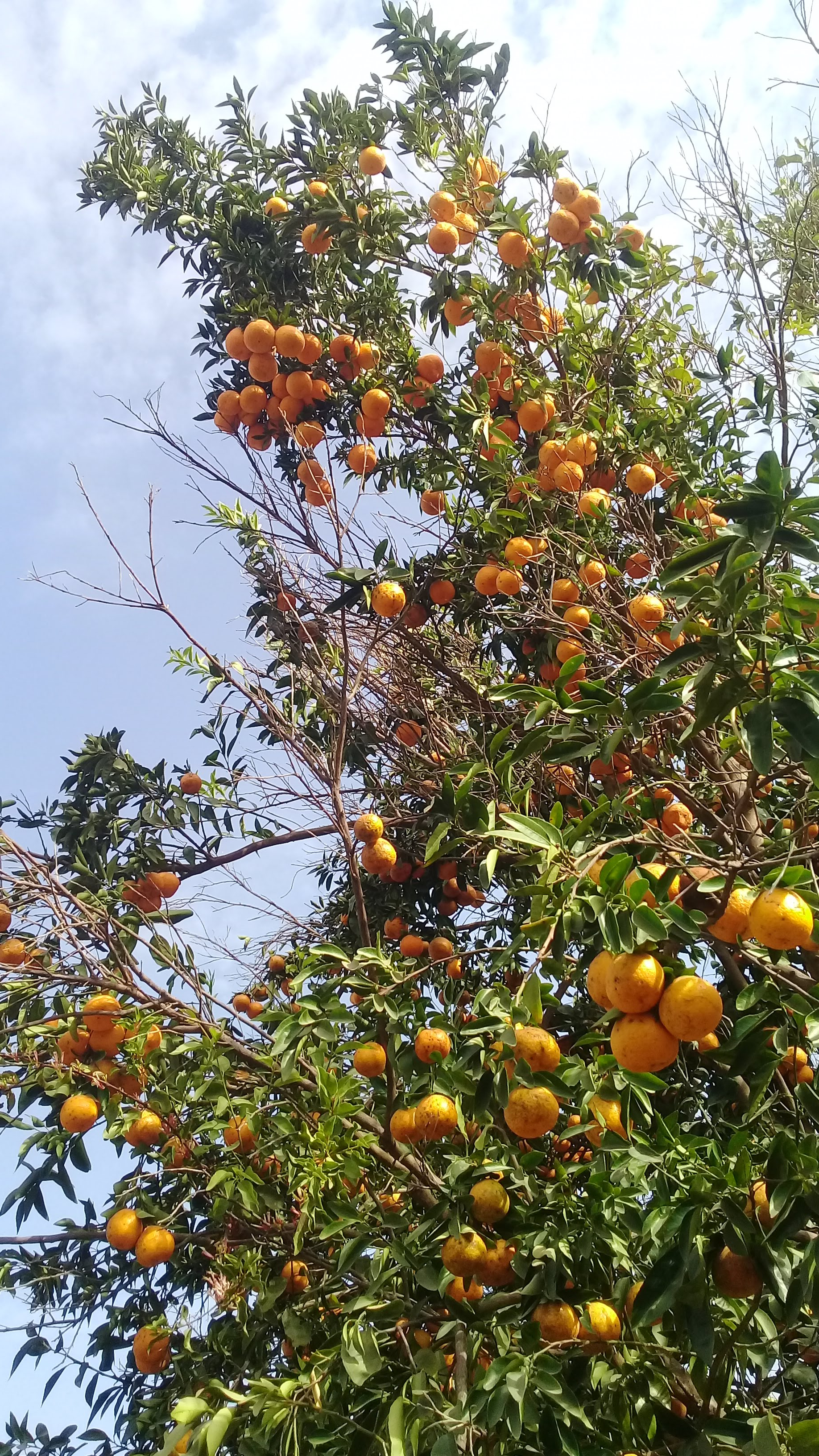
Village réputé agricole